# 佩特勒條鰍
佩特勒條鰍（學名：Nemacheilus petrubanarescui）為輻鰭魚綱鯉形目條鰍科條鰍屬的其中一種。被IUCN列為瀕危保育類動物，分布於亞洲印度淡水流域，體長可達3.5公分，棲息在礫石底質河川底層水域，生活習性不明。

## 扩展阅读
維基物種上的相關：佩特勒條鰍